# Andreas Hejj
Andreas Hejj (* 12. April 1956 in Zirc, Ungarn) ist ein ungarisch/deutscher Psychologe.

## Leben
Von 1976 bis 1977 studierte er an der Szegediner Universität Sprachwissenschaften und setzte das Studium 1977 und 1978 an der Ruhr-Universität Bochum fort. Ein Psychologiestudium an der Ludwig-Maximilians-Universität München (LMU) folgte 1979 bis 1984, das er als Diplom-Psychologe abschloss (Diplomarbeit am Max-Planck-Institut für Psychologische Forschung über die Entwicklung kognitiver Strukturen). Seine Habilitation erreichte er 1993 an der Fakultät für Psychologie und Pädagogik der LMU mit der Habilitationsschrift: „Herausforderungen des frühen Erwachsenenalters: Empirische Untersuchungen zu geschlechtsspezifischen Kognitionen von Beruf, Partnerschaft und Nation“. Forschungsschwerpunkte waren unter anderem Politische Psychologie, Entwicklungspsychologie im Kulturvergleich sowie evolutionspsychologische Aspekte der Partnerwahl. Hejj lehrt derzeit an der Universität Pécs.

## Schriften
- Hejj, A. (1984). Die alters-, wissens- und instruktionsabhängige Strukturierung des Bedeutungsfeldes Säugetiere. München: Diplomarbeit.
- Hejj, A. (1988a). Einstellung – eindimensionale Einstufung? Zur Validierung mehrdimensionaler subjektiver Repräsentationsräume. München: Phil. Diss.
- Marx, W. & Hejj, A. (1989a). Subjektive Strukturen. Forschungsberichte aus der Gedächtnis-, Sprach- und Einstellungspsychologie. Göttingen: Hogrefe.
- Hejj, A. (1996a). Traumpartner – Evolutionspsychologische Aspekte der Partnerwahl. Heidelberg: Springer.
- Hejj, A. (2003). Waldorfschule und Regelschule – ein Leistungsvergleich. Die Effektivität der Alternativpädagogik Rudolf Steiners im Vergleich zur staatlichen Schule in Südtirol. Bozen: FUB.